# Jako kočky a psi: Pomsta prohnané Kitty
Jako kočky a psi: Pomsta prohnané Kitty je pokračování akčního kung-fu filmu Jako kočky a psi. Film paroduje některé americké filmy, nejvíce je to vidět v parodii na Mlčení jehňátek, když má Zvoneček masku Hannibala Lectera a vede psychopatické řeči. Hlavními hrdiny jsou zvířata, jak už název napovídá. Vrací se stará parta psů aby se opět vypořádali s kočkami. Tentokrát se ale budou muset spojit aby porazili kočičího vyvrhela, prohnanou Kitty.

## Dabing
- Nick Nolte jako Butch (Anatolský pastevecký pes), starší polní agent, známý z minulého dílu
- James Marsden jako Diggs (Německý ovčák), bývalý policejní pes, trochu hyperaktivní a neposlušný
- Neil Patrick Harris jako Lou (Bígl), kdysi psí agent nyní velitel organizace, známý z minulého dílu
- Christina Applegate jako Catherine (Ruská modrá kočka), agentka MEOWS se smrtelnou fóbií z vody
- Katt Williams jako Seamus (Holub), velký strašpitel
- Sean Hayes jako Zvoneček (Perská kočka), šílený génius, jedna z velmi nebezpečných koček
- Bette Midler jako Kitty (Sphynx), zhrzená kočka toužící ovládnout svět, bývalá agentka MEOWS
- Joe Pantoliano jako Peek (Čínský chocholatý pes), velitel tajných operací, známý z minulého dílu
- Michael Clarke Duncan jako Sam (Staroanglický ovčák), bláznivý kamarádský agent, známý z minulého dílu
- Wallace Shawn jako Calico (Exotická kočka), nepříliš inteligentní Kittin prostředník a bývalý Zvonečkův pomocník, známý z minulého dílu
- Roger Moore jako Tab Lazeby (Kočka domácí), šéf MEOWS (česky někdy MNJAU) obdoby SIS
- Phil LaMarr jako Tlapa (Mainská mývalí kočka), android a pomocník Kitty
- Michael Beattie jako Angus MacDougall (Garfield), skotský kočičí zabiják
- Jeff Bennett jako Duncan MacDougall (Garfield), skotský kočičí zabiják

## Hrané postavy
- Jack McBrayer jako Magický Chuck, Kittin bláznivý majitel
- Chris O'Donnell jako Shane Larson, Diggsův milující páníček a policista
- Kiernan Shipka jako holčička, na kterou pořád agenti narážejí